# Teorija sustava
Teorija sustava je interdisciplinarno područje koje proučava relacije / međuodnose sustava kao cjeline. Razvoj teorije sustava počeli su Ludwig von Bertalanffy, William Ross Ashby i drugi tijekom 1950-ih godina na principima ontologije, filozofije, fizike, biologije i inženjeringa. 
Sve je ovo kasnije preraslo u brojna područja uključujući zemljopis, sociologiju, političke znanosti, organizacijske teorije, management, psihoterapiju te naravno ekonomske znanosti. 
Kibernetika je blisko povezano područje. U posljednje vrijeme, pojmovi poput sustavna znanost, sistematika i kompleksni sustavi se koriste kao istoznačnice.